# Campeonato Mundial de Halterofilismo de 2022 - Mais de 109 kg masculino
A categoria mais de 109 kg masculino foi um evento do Campeonato Mundial de Halterofilismo de 2022, disputado em Bogotá, na Colômbia, no dia 16 de dezembro de 2022.

## Calendário
Horário local (UTC-5)
| Dia            | Horário | Fase    |
| -------------- | ------- | ------- |
| 16 de dezembro | 11:30   | Grupo C |
| 16 de dezembro | 14:00   | Grupo B |
| 16 de dezembro | 16:30   | Grupo A |

## Medalhistas
| Evento    | Ouro                   | Ouro   | Prata                  | Prata  | Bronze                 | Bronze |
| --------- | ---------------------- | ------ | ---------------------- | ------ | ---------------------- | ------ |
| Arranque  | Lasha Talakhadze (GEO) | 215 kg | Varazdat Lalayan (ARM) | 215 kg | Gor Minasyan (BHR)     | 212 kg |
| Arremesso | Lasha Talakhadze (GEO) | 251 kg | Gor Minasyan (BHR)     | 250 kg | Man Asaad (SYR)        | 247 kg |
| Total     | Lasha Talakhadze (GEO) | 466 kg | Gor Minasyan (BHR)     | 462 kg | Varazdat Lalayan (ARM) | 461 kg |

## Recordes
Antes desta competição, o recorde mundial da prova era o seguinte:
| Recorde         | Tipo      | Atleta                 | Peso   | Local     | Data                   |
| Recorde Mundial | Arranque  | Lasha Talakhadze (GEO) | 225 kg | Tasquente | 17 de dezembro de 2021 |
| Recorde Mundial | Arremesso | Lasha Talakhadze (GEO) | 267 kg | Tasquente | 17 de dezembro de 2021 |
| Recorde Mundial | Total     | Lasha Talakhadze (GEO) | 492 kg | Tasquente | 17 de dezembro de 2021 |

## Resultado
Os resultados foram os seguintes.
| Pos.              | Atleta                     | Grupo | Arranque (kg) | Arranque (kg) | Arranque (kg) | Arranque (kg)     | Arremesso (kg) | Arremesso (kg) | Arremesso (kg) | Arremesso (kg)    | Total |
| Pos.              | Atleta                     | Grupo | 1             | 2             | 3             | Resultado         | 1              | 2              | 3              | Resultado         | Total |
| ----------------- | -------------------------- | ----- | ------------- | ------------- | ------------- | ----------------- | -------------- | -------------- | -------------- | ----------------- | ----- |
| Medalha de ouro   | Lasha Talakhadze (GEO)     | A     | 208           | 215           | 220           | Medalha de ouro   | 245            | 245            | 251            | Medalha de ouro   | 466   |
| Medalha de prata  | Gor Minasyan (BHR)         | A     | 205           | 212           | 216           | Medalha de bronze | 241            | 242            | 250            | Medalha de prata  | 462   |
| Medalha de bronze | Varazdat Lalayan (ARM)     | A     | 205           | 210           | 215           | Medalha de prata  | 245            | 245            | 246            | 5                 | 461   |
| 4                 | Ali Davoudi (IRI)          | A     | 197           | 202           | 204           | 4                 | 240            | 247            | 252            | 4                 | 449   |
| 5                 | Man Asaad (SYR)            | A     | 192           | 198           | 203           | 5                 | 237            | 247            | 252            | Medalha de bronze | 445   |
| 6                 | Abdelrahman El-Sayed (EGY) | A     | 185           | 191           | 191           | 8                 | 236            | 242            | 247            | 6                 | 433   |
| 7                 | Ayat Sharifi (IRI)         | A     | 190           | 196           | 201           | 6                 | 230            | 230            | 236            | 7                 | 432   |
| 8                 | Simon Martirosyan (ARM)    | A     | 190           | 190           | 200           | 10                | 235            | 240            | 240            | 8                 | 425   |
| 9                 | Walid Bidani (ALG)         | A     | 195           | 201           | 203           | 7                 | 225            | 235            | —              | 12                | 420   |
| 10                | Jo Seong-bin (KOR)         | B     | 180           | 185           | 188           | 11                | 220            | 227            | 230            | 10                | 418   |
| 11                | Hwang Woo-man (KOR)        | B     | 180           | 190           | 190           | 9                 | 215            | 226            | 230            | 11                | 416   |
| 12                | Kamil Kučera (CZE)         | B     | 178           | 180           | 185           | 15                | 225            | 230            | 231            | 9                 | 411   |
| 13                | Kosuke Chinen (JPN)        | B     | 176           | 184           | 194           | 12                | 214            | 220            | 220            | 15                | 404   |
| 14                | Eishiro Murakami (JPN)     | B     | 180           | 188           | 190           | 13                | 215            | 215            | 220            | 14                | 400   |
| 15                | Mart Seim (EST)            | B     | 170           | 175           | 177           | 16                | 220            | 220            | 220            | 16                | 397   |
| 16                | David Liti (NZL)           | C     | 167           | 170           | 173           | 18                | 218            | 223            | —              | 13                | 396   |
| 17                | Dixon Arroyo (ECU)         | C     | 171           | 176           | 176           | 17                | 190            | 190            | 197            | 21                | 366   |
| 18                | Gordon Shaw (GBR)          | C     | 163           | 170           | 170           | 20                | 192            | 197            | 201            | 18                | 364   |
| 19                | Kim Tollefsen (NOR)        | C     | 155           | 160           | 163           | 21                | 195            | 200            | 202            | 19                | 363   |
| 20                | Quinn Everett (CAN)        | C     | 156           | 160           | 162           | 22                | 194            | 194            | 199            | 20                | 356   |
| 21                | Gurdeep Singh (IND)        | C     | 145           | —             | —             | 23                | 205            | 215            | 216            | 17                | 350   |
| 22                | Bokang Kagiso (BOT)        | C     | 120           | 126           | 131           | 24                | 150            | 150            | —              | 22                | 281   |
| —                 | David Litvinov (ISR)       | B     | 180           | 185           | 185           | 14                | —              | —              | —              | —                 | —     |
| —                 | Jiří Orság (CZE)           | B     | 170           | 177           | 177           | 19                | —              | —              | —              | —                 | —     |
| —                 | Akbar Djuraev (UZB)        | A     | —             | —             | —             | —                 | —              | —              | —              | —                 | —     |
| —                 | Enzo Kuworge (NED)         | B     | —             | —             | —             | —                 | —              | —              | —              | —                 | —     |
| —                 | Hsieh Yun-ting (TPE)       | C     | —             | —             | —             | —                 | —              | —              | —              | —                 | —     |